# Caecum cubitatum
Caecum cubitatum är en snäckart som först beskrevs av de Folin 1868.  Caecum cubitatum ingår i släktet Caecum och familjen Caecidae. Inga underarter finns listade i Catalogue of Life.